# Бурграбиці
Бурграбиці (пол. Burgrabice) — село в Польщі, у гміні Глухолази Ниського повіту Опольського воєводства.
Населення — 690 осіб (2011).

## Демографія
Демографічна структура станом на 31 березня 2011 року:
|          | Загалом | Допрацездатний вік | Працездатний вік | Постпрацездатний вік |
| -------- | ------- | ------------------ | ---------------- | -------------------- |
| Чоловіки | 344     | 67                 | 245              | 32                   |
| Жінки    | 346     | 64                 | 195              | 87                   |
| Разом    | 690     | 131                | 440              | 119                  |